# Gustaf Adolf von Siegroth

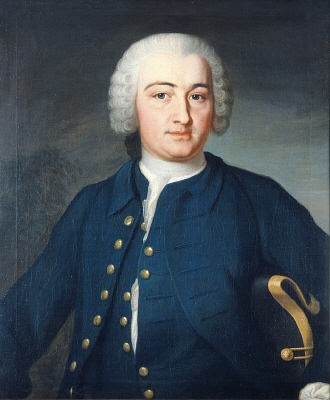
Gustaf Adolf von Siegroth

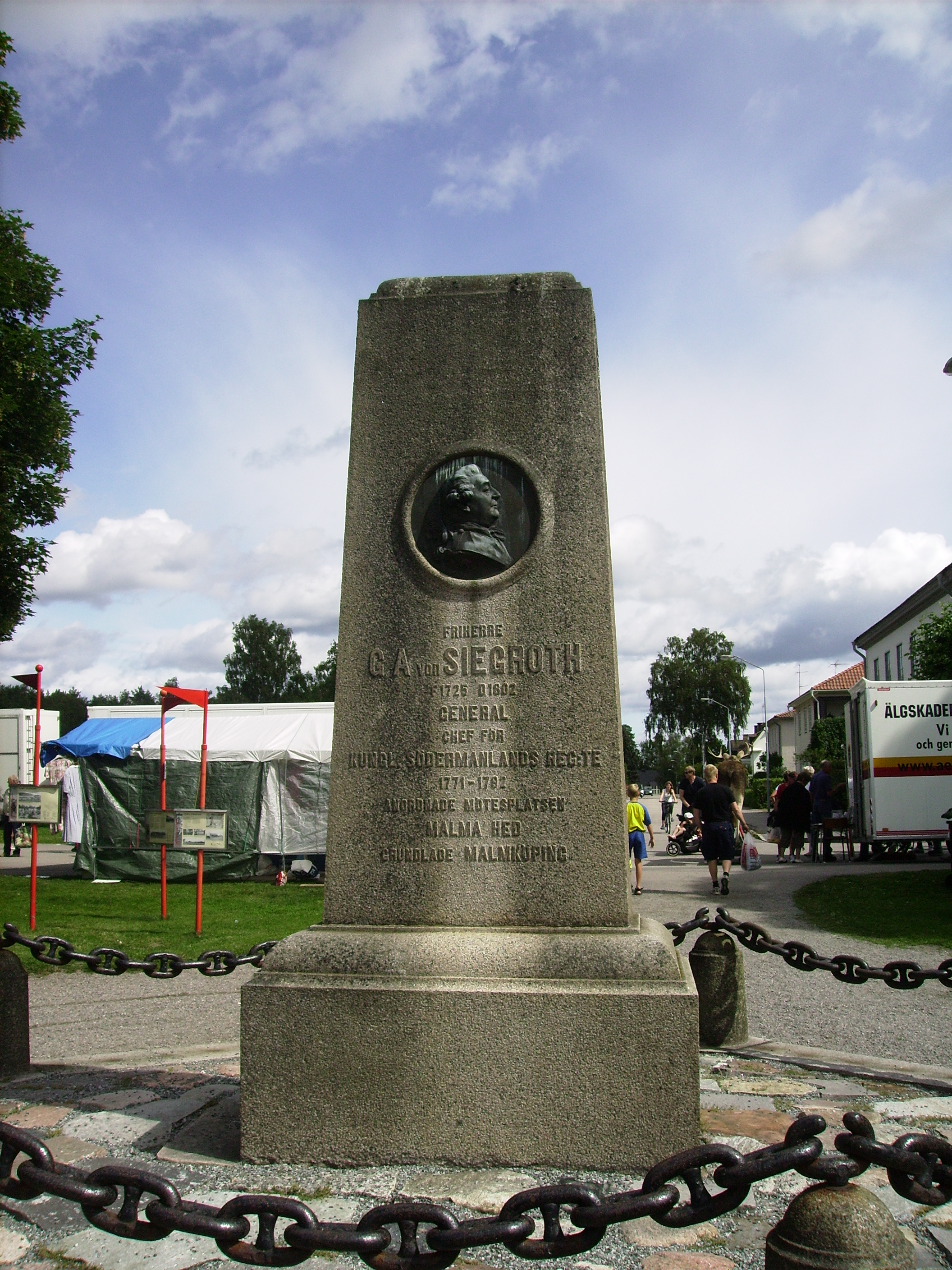
Denkmal

Gustaf Adolf von Siegroth (* 11. Februar 1725 in Gäddeholm; † 9. September 1802 in Kappsta) war ein deutsch-schwedischer Adliger, Generalleutnant und Haushofmeister, der in den Reichsfreiherrenstand erhoben wurde.

## Leben
Er stammte aus dem alten schlesischen Adelsgeschlecht von Siegroth. Der Zweig war während des Dreißigjährigen Kriegs nach Schweden gekommen. Seine Eltern waren der Oberst Conrad Gustaf von Siegroth und Kristina Gustafviana geb. Fägersköld. Am 28. Februar 1754 erhielt sein Vater in Wien vom Kaiser den erblichen Reichsfreiherrenstand. Gustaf Adolf von Siegroth meldete sich nach einem Studium freiwillig zum Militär. 1766 wurde er zum Oberst befördert, 1773 bekleidete er das Amt des Gouverneurs von Södermanland. 1778 stieg er zum Generalmajor und Generalleutnant auf. Am schwedischen Hof fungierte er als Kammerherr und Haushofmeister. Siegroth besaß eine bedeutende Sammlung wissenschaftlicher Instrumente. Zusammen mit seiner Frau Elisabeth Marianna geb. Makaleer ließ er ein kleines Schloss, den Herrenhof Mariannelund mit Parkanlage anlegen, das jedoch nie fertig gestellt wurde. Siegroth starb am 9. September 1802 in Kappsta in Schweden.

## Auszeichnungen
- Ritter des Schwertordens